# Tillandsia copalaensis
Tillandsia copalaensis är en gräsväxtart som beskrevs av Renate Ehlers. Tillandsia copalaensis ingår i släktet Tillandsia och familjen Bromeliaceae. Inga underarter finns listade i Catalogue of Life.